# Ушаково (Курганская область)
Ушаково — деревня в Щучанском районе Курганской области. Входит в состав Песчанского сельсовета.

## История
До 1917 года входила в состав Песчанской волости Шадринского уезда Пермской губернии. По данным на 1926 год состояла из 344 хозяйств. В административном отношении являлась центром Ушаковского сельсовета Песчанского района Шадринского округа Уральской области.

## Население
| 1989 | 2002 | 2010 |
| ---- | ---- | ---- |
| 180  | ↘83  | ↘13  |

По данным переписи 1926 года в деревне проживало 1534 человека (717 мужчин и 817 женщин), в том числе: русские составляли 100 % населения.